# 仁寛
仁寛（にんかん、生年不詳 - 永久2年3月23日（1114年4月29日））は、立川流の創始者とされる僧である。のちに改名して蓮念（れんねん）と名乗った。

## 生涯
仁寛は、村上源氏の嫡流にして左大臣の源俊房の子として生まれた。叔父の顕房は右大臣で久我源氏の祖、従姉妹の賢子は白河天皇の中宮で堀河天皇の生母。また、兄の勝覚（しょうがく）は、真言宗系修験道の有力6流派（小野六流）のうち最大の流派・醍醐三宝院流の開基であった。
仁寛は、勝覚の弟子として真言宗を熱心に学び、真言宗の僧の最高位である阿闍梨にまで上り詰めた。そして、当時村上源氏が支持していた輔仁親王（後三条天皇の第3皇子）の護持僧に任ぜられた。

### 永久の変
延久4年（1073年）に皇位を第一皇子の貞仁親王（のちの白河天皇）に譲った後三条天皇はその死に際し、次代の天皇に輔仁親王を据えることを遺言した。しかし、即位した白河天皇はこれに違背し、息子の善仁親王（堀河天皇）に譲位して院政を敷いた。更に堀河天皇が夭逝すると、同い年の源氏有仁を置いて当時5歳の宗仁親王（鳥羽天皇）を立てた。支持する輔仁親王が遠ざけられたことに対し、村上源氏は不満を募らせた。
永久元年（1113年）、仁寛は輔仁親王を皇位に就けるべく、鳥羽天皇の暗殺を謀った。しかしこの陰謀は事前に露見。実行役とされた童子・千手丸の供述によって仁寛は捕らえられ、尋問の末に犯行を自白した。同年11月、仁寛は伊豆の大仁へ流された（永久の変）。

### 配流後

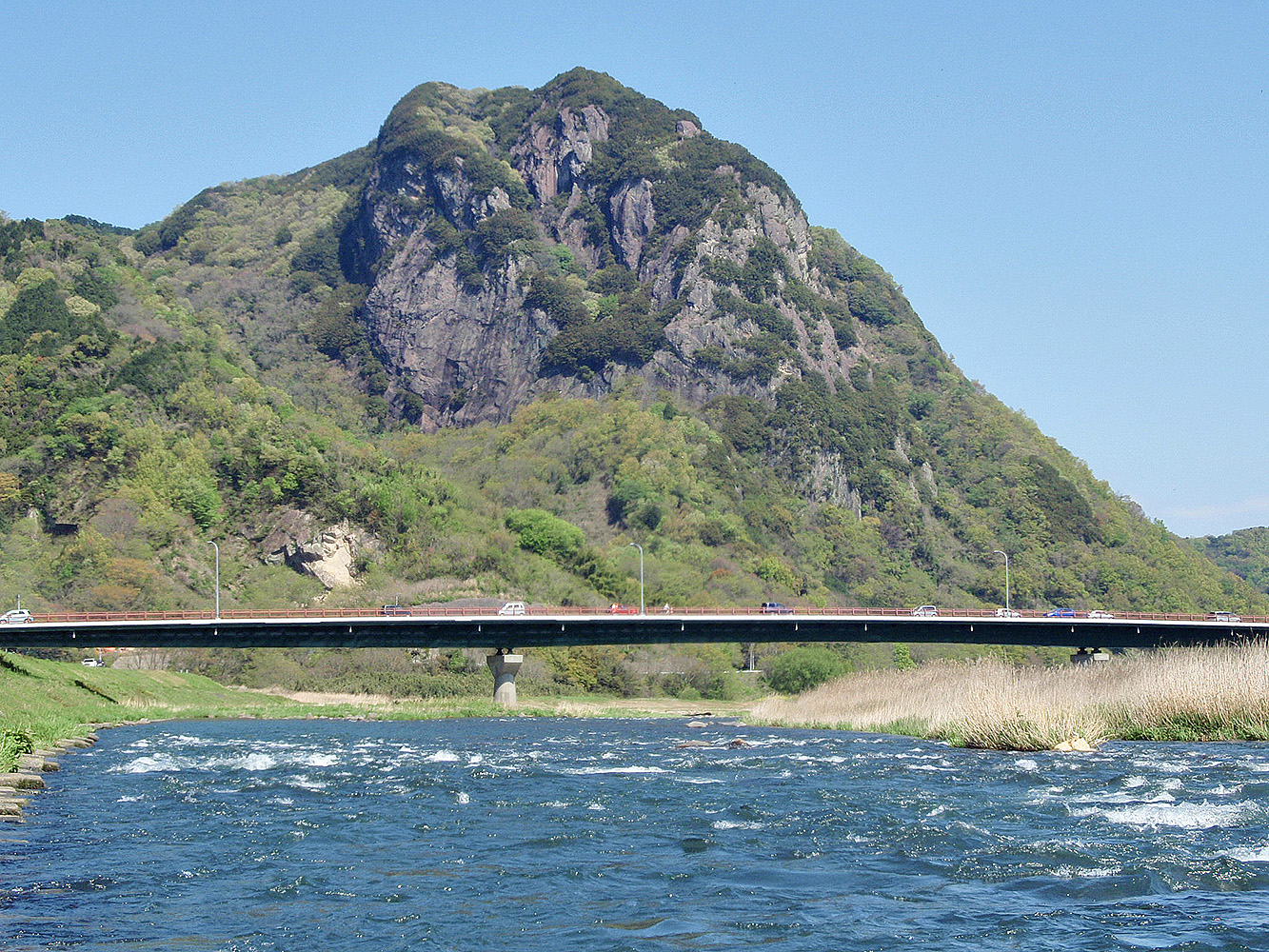
伊豆の城山

伊豆へ放逐された仁寛は名を蓮念と改め、真言の教えの伝道に努めた。武蔵国立川出身の陰陽師・見蓮（兼蓮とも書く）と出会ったのはこの頃である。この見蓮をはじめ、観蓮、寂乗、観照らの弟子に醍醐三宝院流の奥義を伝授した。
永久2年（1114年）3月23日、伊豆葛城山の南東麓の城山（じょうやま）の頂から身を投げ死亡した。彼の教えは見蓮らが発展させ、立川流を確立したとされている。
なお、立川流に関わる文献は、そのほとんどが後世の弾圧により失われており、詳細は明らかでない。仁寛もまた例外ではなく、上に述べた生涯についても、疑問点が指摘されている。この点に関しては、「立川流」の項を参照。